# Anisopogon gracillimus
Anisopogon gracillimus är en tvåvingeart som först beskrevs av Pavel Lehr 1970.  Anisopogon gracillimus ingår i släktet Anisopogon och familjen rovflugor. Inga underarter finns listade i Catalogue of Life.